# Verein für Heimatpflege und Heimatgeschichte Bad Godesberg

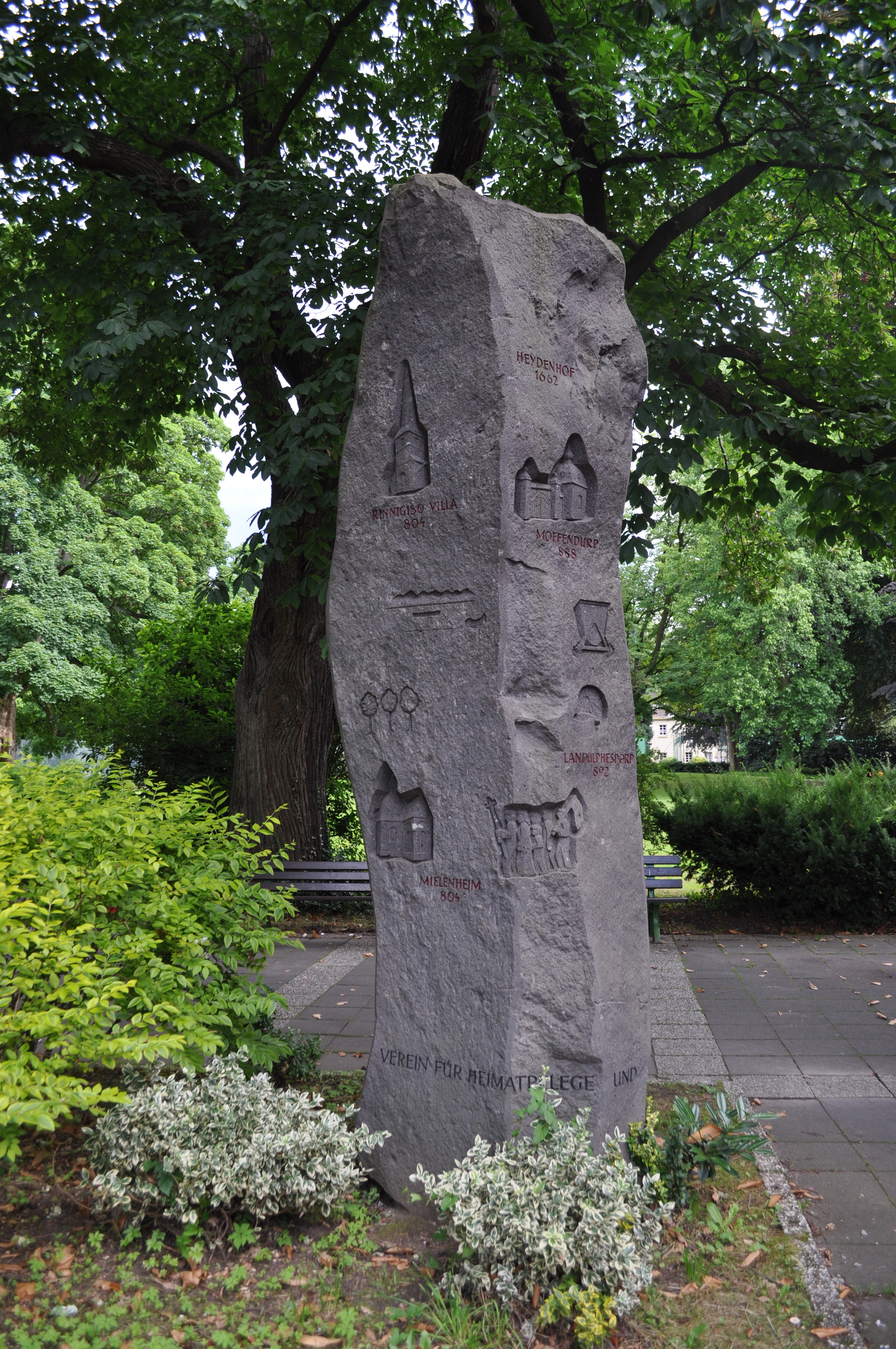
Die vom Verein im Jahr 2005 im Stadtpark aufgestellte „Geschichtssäule“

Der Verein für Heimatpflege und Heimatgeschichte Bad Godesberg (VHH) wurde gegen Mitte des 19. Jahrhunderts als Verschönerungsverein gegründet, um die Entwicklung der damaligen Gemeinde Godesberg zu einem attraktiven Kur- und Badeort zu fördern. Der bis heute bestehende Verein hat vielfältig zur Ortspflege und geschichtlichen Aufarbeitung beigetragen. Als bedeutendste Leistung des Vereins gilt die Anlage der Godesberger Rheinallee und der Rheinpromenade um die Jahrhundertwende. Der Verein ist wegen der Förderung der Heimatpflege und Heimatkunde als gemeinnützig anerkannt.

## Geschichte
Der Verein wurde 1869 mit Unterstützung des Bürgermeisters Carl August von Groote von fünf Godesbergern gegründet, darunter Ludwig Maximilian Freiherr von Rigal und der kunstinteressierte Wirt Constantin Hölscher (1829–1892), der zum ersten Vorsitzenden des Verschönerungsvereins bestimmt wurde. Die wichtigste Arbeit des Vereins war zunächst die Finanzierung und das Aufstellen von Bänken und Schutzhütten für Spaziergänger. 1876 stellte der Verein in Godesberg die erste Wettersäule Deutschlands auf. Die Errichtung der Promenade am Rheinufer erforderte umfangreiche Baumaßnahmen und wurde in Kooperation mit der durch den Bürgermeister Anton Dengler vertretenen Godesberger Gemeinde im Laufe der Jahre 1880 bis 1910 realisiert. Die Baukosten wurden überwiegend vom Verein getragen.
Von 1919 bis 1922 war der Godesberger Bürgermeister Josef Zander Vorsitzender des Verschönerungsvereins. Unter ihm wurde er zu einem Verein für Heimatpflege erweitert. Ab 1922 leitete Hermann Wendelstadt, der 1920 die Redoute an die Gemeinde verkauft hatte, den Verein als Vorsitzender. Im Jahr 1961 erfolgte die Umbenennung in Verein für Heimatpflege und Heimatgeschichte Bad Godesberg (VHH). 1965 ging der Verschönerungsverein Mehlem (VVM)  im Godesberger Verein auf. Ein früherer Vorsitzender des Mehlemer Vereins war Peter Wald. Als Vorsitzender des VHH fungiert seit 2009 Martin Ammermüller.

## Herausgeberschaft
Im Jahr 1920 gab der Verein das umfangreiche Werk „Geschichte Godesbergs und seiner Umgebung“ von Alfred Wiedemann heraus. Seit 1963 werden die „Godesberger Heimatblätter“ verlegt. Das rund 200 Seiten umfangreiche Jahresheft erscheint bis heute. In den 50 Ausgaben bis zum Jubiläumsjahr 2013 erschienen 600 Beiträge von 150 Autoren. Seit 1978 gibt der Verein auch ein periodisch erscheinendes Faltblatt zu Besichtigungstouren in Bad Godesberg heraus. Unter dem Imprint „Godesberger Schriften“ erscheinen seit 2013 Bücher zur Heimatgeschichte, so 2015 ein Werk von Georg Schwedt („Ferdinand Wurzer und die Gründung des Godesberger Gesundbrunnens“).

## Aktivitäten der jüngeren Vergangenheit
Ein Schwerpunkt der Vereinstätigkeit der letzten Jahre liegt in dem Anbringen von Infotafeln an historischen Gebäuden oder Orten. Daneben setzt sich der Verein für den Schutz und die Sanierung von Gebäuden und Denkmälern ein. Außerdem werden auch neue Denkmäler finanziert. 1981 wurde eine Nachbildung des Äskulapsteines auf der Godesburg aufgestellt, 1989 erfolgte eine Instandsetzung des historischen jüdischen Friedhofs am unteren Teil des Burgberges. 2005 stellte der Verein eine „Geschichtssäule“ aus Basalt im Stadtpark auf, und 2010 ein Bronzemodell der unzerstörten Godesburg von Friedemann Sander auf dem Innenhof der Burgruine. Im Jahr 2013 wurden der „Faun und Nymphe“-Brunnen (ursprünglich im Park der Heydt’schen Villa auf der Wacholderhöhe aufgestellt) und 2014 die „Probussäule“ saniert und umgesetzt. 2013 übernahm der Verein die Patenschaft für den Brunnen „Knabe an der Quelle“. Die überraschend aufwändige Rekonstruktion des historischen Draischbrunnens im Jahr 2015 brachte den Verein kurzfristig in wirtschaftliche Schwierigkeiten.